# Voto musulmán progresista
El voto musulmán progresista se refiere al respaldo mayoritario que hacen en Occidente la mayoría de musulmanes por opciones electorales de izquierda política. Distintos estudios demográficos y estadísticos han mostrado una consistente tendencia de los musulmanes en países occidentales a votar y militar por partidos progresistas, normalmente socialdemócratas, socialistas o socioliberales. Esto a pesar de que la mayoría de musulmanes occidentales tienden a ser socialmente conservadores, opuestos a ciertos temas a menudo apoyados por la izquierda como los derechos LGBT, el feminismo y el derecho al aborto. Este fenómeno ha sido analizado por distintos estudiosos y académicos.

## Análisis
Para algunos analistas, a pesar de las diferencias en temas culturales y morales con la izquierda, y del secularismo normalmente asociado con la izquierda política, los musulmanes como votantes se ven atraídos por los partidos progresistas por distintos motivos:
- En política internacional los gobiernos progresistas tienden a ser más cercanos a los intereses musulmanes como son la posición palestina en el conflicto palestino-israelí y la oposición a las intervenciones en Medio Oriente como la guerra de Irak.
- La izquierda suele ser más crítica o incluso hostil al sionismo, con algunos movimientos de izquierda abiertamente antisionistas.
- La mayoría de musulmanes occidentales son inmigrantes y los partidos de izquierda y centroizquierda suelen ser más amistosos con los inmigrantes y apoyar políticas migratorias más humanistas.
- La derecha, especialmente la extrema derecha pero también en algunos casos la derecha conservadora más moderada, ha expresado posiciones antiislámicas o islamofóbicas, o bien son cercanos a una base de cristianos ultraconservadores hostiles al islam, lo que ha alienado a los votantes musulmanes que no tienen más opción que optar por partidos opuestos a éstos en el otro lado del espectro.
- La existencia del socialismo islámico y de que las ideas y principios de Islam son cercanas al socialismo o a posiciones socioeconómicas progresistas por lo que muchos musulmanes, aunque difieran con el liberalismo cultural de la izquierda, concuerdan con sus ideas económicas.

Sin embargo, algunas encuestas han mostrado que aunque temas de política internacional son importantes para los votantes musulmanes, no son determinantes pues les preocupan más otras cosas más cercanas como el combate a la xenofobia y las políticas económicas.
Rafaela Dancygier de la Universidad de Princeton menciona que la mayoría de musulmanes en Europa son dueños de pequeños negocios y microempresarios que no necesariamente estarían de acuerdo con políticas de izquierdas como el aumento de impuestos y el estado de bienestar, por lo que normalmente serían afines a partidos conservadores de centroderecha, el hecho que no lo sean muestra el fracaso de la centroderecha en atraer al votante islámico por su temor a alejar a su base cristiana.
Jonahtan Lawrence del Boston College por otro lado argumenta que la asociación de la izquierda con los musulmanes es natural, pues en Occidente, la mayoría de musulmanes son de clase trabajadora y de estatus socioeconómico bajo, y que los partidos obreros se dieron cuenta de esto desde hace tiempo, sin embargo, otra base importante de votantes progresistas son una clase media liberal, secular y progresista que cree en el multiculturalismo, la secularidad y los derechos LGBT y de la mujer que no son compartidos por la mayoría de musulmanes, lo que ha dificultado a la izquierda equilibrar estas dos bases. Pues por un lado deben complacer a sus electores musulmanes más conservadores y por otro a su base secular de clase media.
No obstante, como señala Lawence, este progresismo es paradójico y no se transmite siempre en el propio mundo islámico. La mayoría de votantes en la diáspora turca y tunecina aunque apoyaron partidos progresistas en sus países de residencia cuando emitieron el voto en el extranjero en las elecciones de Turquía y Túnez apoyaron mayoritariamente a partidos conservadores como el Partido Justicia y Desarrollo de Recep Tayyip Erdoğan en Turquía y el Ennahda tunecino respectivamente.

## Estados Unidos y Canadá
En los Estados Unidos la mayoría de musulmanes votan por el Partido Demócrata. Aunque la distribución entre demócratas y republicanos entre la comunidad musulmana no negra de Estados Unidos solía estar más distribuida, con un 50% de musulmanes definiéndose a sí mismos como conservadores y 30% como liberales, esto cambió tras los ataques del 11 de septiembre y las posteriores políticas de George W. Bush en Medio Oriente, particularmente la Guerra de Irak impopular entre los musulmanes. Así por ejemplo, solo 7% de los musulmanes estadounidenses votaron por Bush en el 2004. El apoyo musulmán fue también mayoritario a favor de Barack Obama en 2008 y 2012 y a Hillary Clinton en 2016. Para 2018 solo 10% de los musulmanes votaban por el Partido Republicano a pesar de ser socialmente conservadores. En 2020 69% de los musulmanes apoyaron al demócrata Joe Biden, aunque fue una leve baja respecto al 82% que apoyó a Hillary Clinton cuatro años previos, esto a pesar de que muchas medidas del presidente Donald Trump fueron impopulares entre musulmanes como el veto al ingreso de inmigrantes de siete países islámicos y el paso de la embajada estadounidense a Jerusalén. Los únicos senadores musulmanes de Estados Unidos son del Partido Demócrata.
En Canadá 46% de los musulmanes apoyaron al progresista Partido Liberal y 38% al socialdemócrata Nuevo Partido Democrático en 2011 con solo 11% de apoyo islámico al Partido Conservador. En 2015 el apoyo a la izquierda aumentó, con los liberales recibiendo 65% de respaldo de votantes musulmanes, 10% por el NPD y sólo 2% por los conservadores.

## Europa
Una encuesta de 2015 mostró que 64% de musulmanes británicos votaron por el Partido Laborista, contrario al 35% que votó conservador. La militancia de los musulmanes en el laborismo ha sido controversial, al punto de que se ha acusado al laborismo de antisemitismo. A la inversa, al Partido Conservador se le ha acusado de posiciones islamofóbicas incluso por parte del Primer Ministro Boris Johnson. En 2017 85% de los musulmanes votaron por el laborismo y solo 11% por los conservadores. Entre figuras notables de la política británica que son musulmanes se cuenta a Sadiq Khan, alcalde de Londres de fe musulmana y laborista. 
86% de musulmanes franceses apoyaron al candidato Francois Hollande del Partido Socialista en 2012. El apoyo se mantuvo al sucesor de Hollande como candidato socialista, Benoît Hamon así como al candidato de izquierda Jean-Luc Mélenchon, con solo 15% votando por los conservadores.
Similarmente en Alemania un estudio del Experts Council on Inmigration and Integration de 2016 descubrió que la mayoría de turcos en Alemania eran socialdemócratas con un 41% de estos respaldando al Partido Socialdemócrata de Alemania, 27% a la Unión Demócrata Cristiana, 13% a los verdes, 13% a La Izquierda y 7% otros, contrastado con la población no turca que apoyaba en un 40% a la CDU/CSU, 27% a los socialdemócratas, 13% a los verdes, 9% a La Izquierda y 9% otros.
En Suecia se estima que entre 70 y 75% de musulmanes suecos votan por el Partido Socialdemócrata, y entre 10 y 15% por la Alianza Roji-Verde. Mientras que en Holanda tras la salida de tres miembros del Parlamento musulmanes del Partido Laborista para fundar su propio partido, el DENK, el Laborista perdió una cantidad importante de votos e incluso tres escaños parlamentarios que fueron a DENK, mostrando así el peso que tenía el voto musulmán en sus distritos.